# Aleksandăr Tomaš
Aleksandăr Tomaš Tomovski (in bulgaro Александър Томаш Томовски?; Veliko Tărnovo, 2 settembre 1978) è un allenatore di calcio ed ex calciatore bulgaro, di ruolo difensore, tecnico del CSKA Sofia.

## Carriera

### Club
Durante la sua carriera ha giocato principalmente con il CSKA Sofia.

### Nazionale
Conta 6 presenze con la Nazionale bulgara.

## Palmarès
- Coppa di Bulgaria: 1

CSKA Sofia: 1998-1999
- Campionato bulgaro: 1

CSKA Sofia: 2002-2003
- Campionato azero: 1

Baku: 2008-2009